# Sebastià Mariner i Bigorra
Sebastià Mariner i Bigorra (Vilaplana, el Baix Camp, 12 de setembre 1923 - Madrid, 25 de gener de 1988), lingüista i llatinista català.
Catedràtic de llatí en ensenyaments mitjans a Sevilla i València, va ocupar després les càtedres de filologia llatina a les Universitats de Granada i Complutense de Madrid.
Entre les seves obres s'expliquen edicions i traduccions de Juli Cèsar, Titus Livi i Marc Anneu Lucà, llibres de text de llengua i literatura llatines, de fonologia (va afegir un apèndix sobre fonemàtica llatina a la clàssica Fonètica llatina de Marià Bassols de Climent) i de llatí vulgar. Es va comptar també entre els introductors de l'estructuralisme a l'estat espanyol (Estudis estructurals de català, 1975). Va dirigir trenta-tres tesis doctorals i vuitanta-dues de llicenciatura, així com la secció llatina de la Biblioteca Clàssica Gredos.
La seva obra és molt extensa i abasta un total de dos-cents trenta set títols de treballs científics, principalment sobre llengua i literatura llatines. Va dedicar el seu interès també a l'epigrafia antiga (Inscripcions Hispanes en vers, 1952, Inscripcions Romanes de Barcelona, 1973) i la lingüística general.